# Andrea Thomas (atlete 1963)
Andrea Thomas (Koblenz-Güls, 9 april 1963) is een voormalig atlete uit Duitsland.
Op de Olympische Zomerspelen van Seoul in 1988 liep Thomas de 100 meter, 200 meter en met het West-Duits estafette-team de 4x100 en de 4x400 meter estafette. Bij beide estafettes eindigde ze net buiten de medailles op de vierde plaats.
Vier jaar later, op de Olympische Zomerspelen van Barcelona in 1992 liep ze enkel de 200 meter individueel en de 4x100 meter estafette. Het Duitse estafette-team werd vijfde.
Op de Wereldkampioenschappen atletiek 1987 werd Thomas vijfde op de 4x100 meter estafette.
Op de Wereldkampioenschappen indooratletiek 1991 werd Thomas vierde op de 200 meter.

## Persoonlijk record
| Onderdeel | Resultaat | Jaar |
| --------- | --------- | ---- |
| 100 m     | 11,0      | 1989 |
| 200 m     | 22,74     | 1988 |
| 400 m     | 55,7      | 1982 |

| Onderdeel | Resultaat | Jaar |
| --------- | --------- | ---- |
| 60 meter  | 7,45      | 1988 |
| 200 meter | 22,90     | 1991 |

## Trivia
- Er is een Jamaicaans sprintster met dezelfde naam, op de Olympische Zomerspelen van 1988 liepen beiden tegen elkaar op de 4x100 meter estafette.

- World Athletics: 14359380